# Сокуренко, Сергей Данилович
Серге́й Дани́лович Соку́ренко (род. 13 сентября 1953) — российский журналист, автор-составитель сайта «Газетные старости», ведущий программы «Московские старости» на радиостанции «Эхо Москвы».

## Биография
Родился 13 сентября 1953 года. Окончил Российский государственный университет нефти и газа имени И. М. Губкина в 1980 году. В журналистику пришел в 1993 году — Сергей Бунтман пригласил его вести программу «Прогулки по Москве» на радио «Эхо Москвы». По словам самого Сокуренко,
На радио я попал — как попадают под автомобиль.
С 1993 по 2000 гг. работал корреспондентом службы культуры, вёл программы «Большая московская игра», «Путешественники и странники», «Из жизни отдыхающих».
2 октября 1995 года в эфире «Эхо Москвы» прозвучал первый выпуск программы «Московские старости» — ежедневный обзор русских газет, вышедших в этот день 100 лет назад. Эту программу Сергей Сокуренко вёл вместе с Кирой Черкавской вплоть до закрытия радиостанции в марте 2022 года. Продолжает выпускать передачу на собственном YouTube-канале.
Помимо работы на радио публиковался также в газетах «Московская правда», «Вечерняя Москва», «Спорт-Экспресс» (еженедельное приложение), «НГ Ex libris». В 2001—2002 гг. вёл рубрику «Русская пресса 20 века» в «Русском журнале». В 2003—2004 гг. вел рубрику «Исторические чтения» в проекте «Тема дня».
В 2006 году создал в Интернете собственный сайт «Газетные старости» — обзор русских газет начала XX века. Ежедневно на сайт выкладываются заметки из русских газет, вышедших из печати в этот день ровно 100 лет назад. Архив сайта ведётся с 1 января 1901 года.
Любитель интеллектуальных игр — неоднократный участник передачи «Своя игра».